# Nốt tròn tư

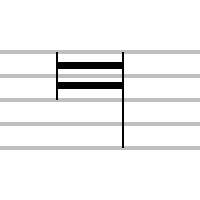
Nốt tròn tư với đuôi nốt hướng xuống

Nốt tròn tư (tiếng Anh: maxima, duxplex longa) là một hình nốt nhạc có trường độ tương đương hai nốt tròn ba, bốn đến sáu nốt tròn đôi và 8-12 nốt tròn. Nốt này hiếm gặp nhưng mang ý nghĩa lịch sử.
Vào thế kỷ 14, duplex longa (nghĩa là "nốt tròn ba kép") được gọi là maxima. Như tên gọi "nốt tròn ba kép" cho thấy, nốt này luôn tương đương với hai nốt tròn ba, không bao giờ là ba nốt tròn ba. Trong giai đoạn đầu của Ars nova, có một loại nốt gọi là modus maximarum, vừa có thể bằng với hai nốt tròn ba (dạng "không hoàn hảo"), vừa có thể bằng với ba nốt tròn ba hoặc một nốt tròn ba kết hợp nốt tròn tư (dạng "hoàn hảo").
Trong một số bản chép nhạc cổ, duplex longa được ký theo kiểu hai nốt tròn ba kép, tuy nhiên không có sự khác nhau rõ ràng về hình dạng. Sự hiện diện của nốt tròn tư khi đó đơn thuần thể hiện qua một khoảng trống rất dài giữa các nốt nhạc trong bè nhạc soạn cho giọng tenor của bản tổng phổ, bởi vì số lượng nốt nhạc ở bè dành cho giọng cao thì vượt trội so với bè khác.
Nốt tròn tư có số phận giống với nốt tròn ba và nốt tròn đôi, đó là bị lãng quên. Không thể dùng nốt này khi mà các phong cách âm nhạc đã thay đổi mẫu hình giai điệu-nhịp điệu và nhịp được chuẩn hóa cho thực dụng hơn. Nốt này chỉ được dùng cho đến thế kỷ 17 và sau thì bị quên lãng. Có thể dùng nó cho các nhịp 16/2, 32/4,...

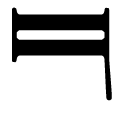
Hình dạng nốt tròn tư vào thế kỷ 16-17
Dấu lặng tròn tư
Hình thức khác của dấu lặng tròn tư